# Elberfeld

Elberfelds vapen.

Elberfeld är en stadsdel i Wuppertal, förbundslandet Nordrhein-Westfalen, Tyskland, vilken intill 1929 var en självständig stad.
Det första officiella omnämnandet av det geografiska området vid stranden av Wupper, var i ett dokument från 1161, med det lågtyska ordet "elverfelde"   "fält vid floden".  
År 1802 startades en system kallat Elberfeldsystemet, en form av socialhjälp åt de fattiga i staden. Vid första hälften av 1800-talet var textiltillverkningen i Elberfeld banbrytande för industrialiseringen av Tyskland. Immigrationen till Elberfeld ökade till 19 000 år 1810, och 40 000 år 1840. År 1850 var andelen hjälpbehövande för stort för Elberfeld att hantera, så systemet lades ner.
Kemi- och läkemedelsföretaget Bayer AG hade sitt säte i Elberfeld från 1878 och fram till 1912, då man flyttade till Leverkusen.

## Kända personer från Elberfeld
.
- Else Lasker-Schüler (1869–1945)
- Ewald Balser (1898–1978)
- Grete Boesel (1908–1947)
- Arno Breker (1900–1991)

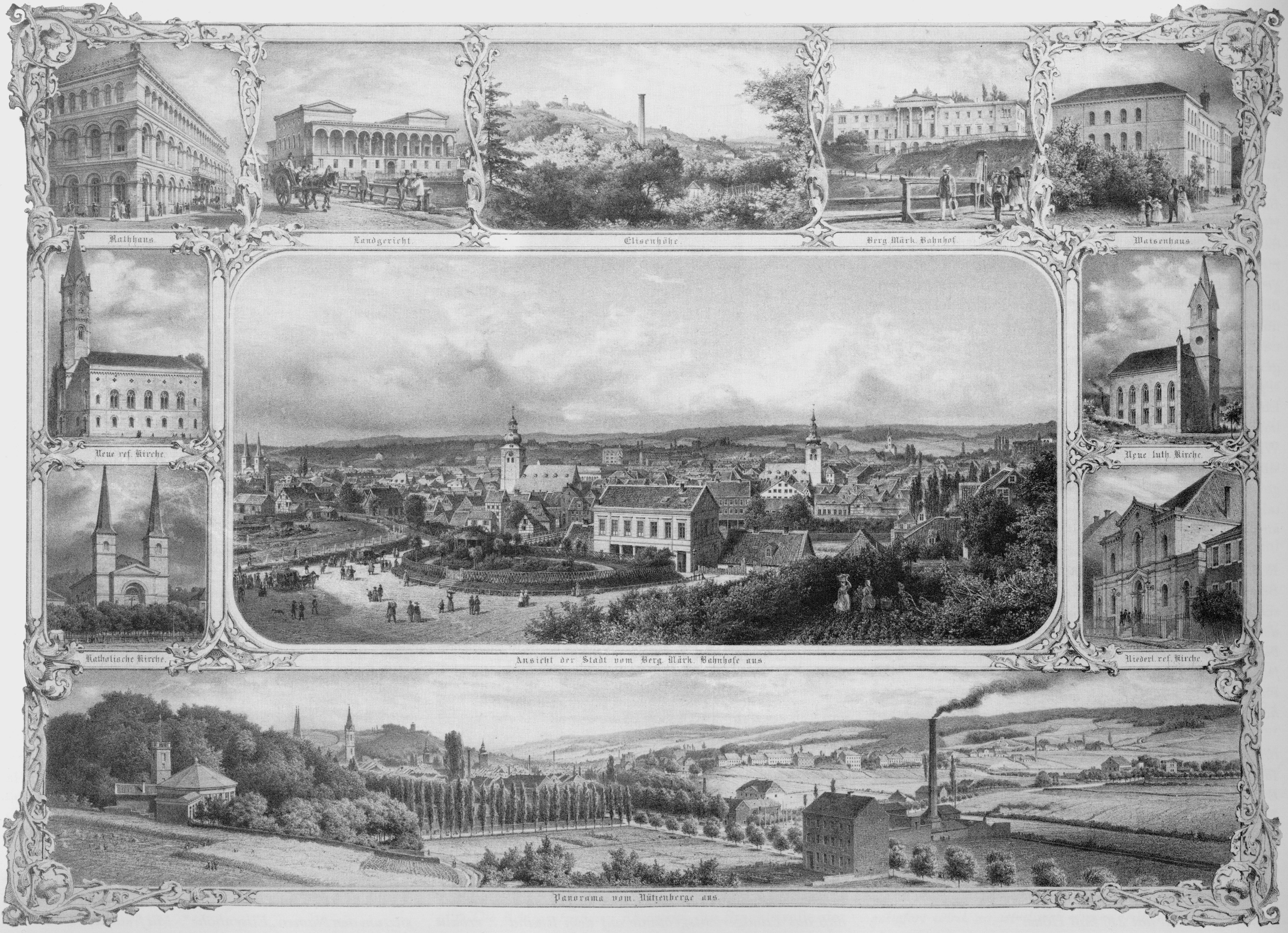
Elberfeld 1855, litografi av Wilhelm Riefstahl

- Matthias Kleinheisterkamp (1893–1945)
- Hans Knappertsbusch (1888–1965)
- Erich Koch (1896–1986)
- Karl von Lilienthal (1853–1927)
- Herbert Runge (1913–1986)
- Grete Stern (1904–1999)
- Helene Stöcker (1869–1943)
- Horst Tappert (1923–2008)
- Heinz Thilo (1911–1945)
- Paul Ludwig Troost (1878–1934)
- Helene Weber (1881–1962)
- Mathilde Wesendonck (1828–1902)

## Galleri

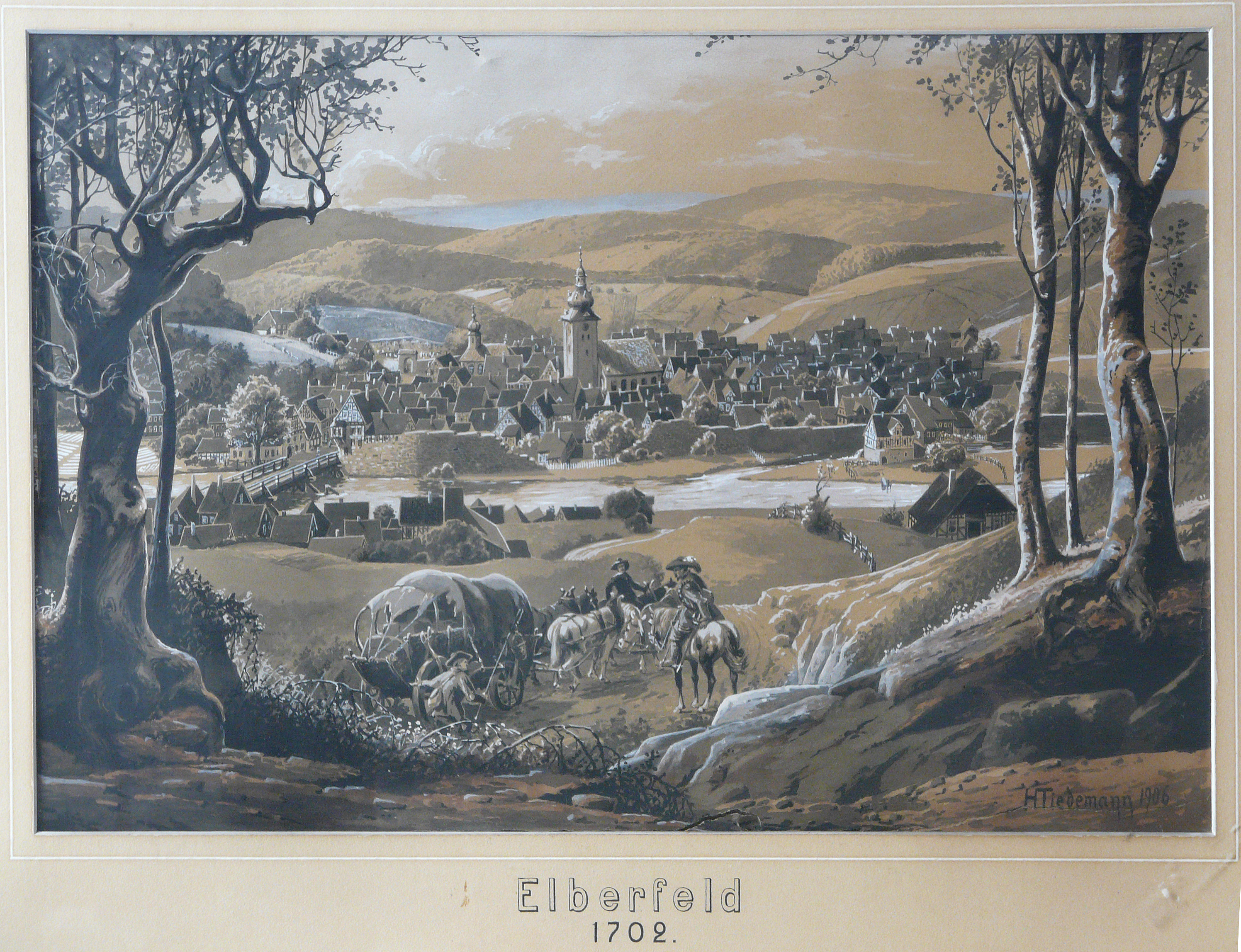
Elberfeld 1702.
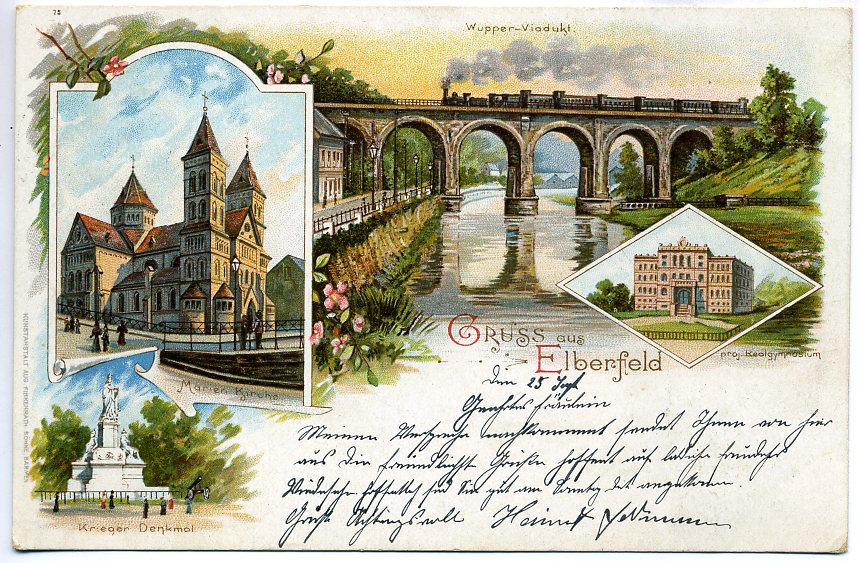
Elberfeld 1899.
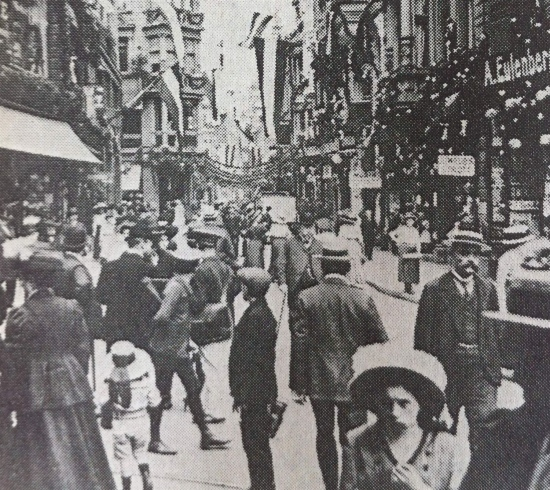
Postgatan i centrala Elberfeld 1912.
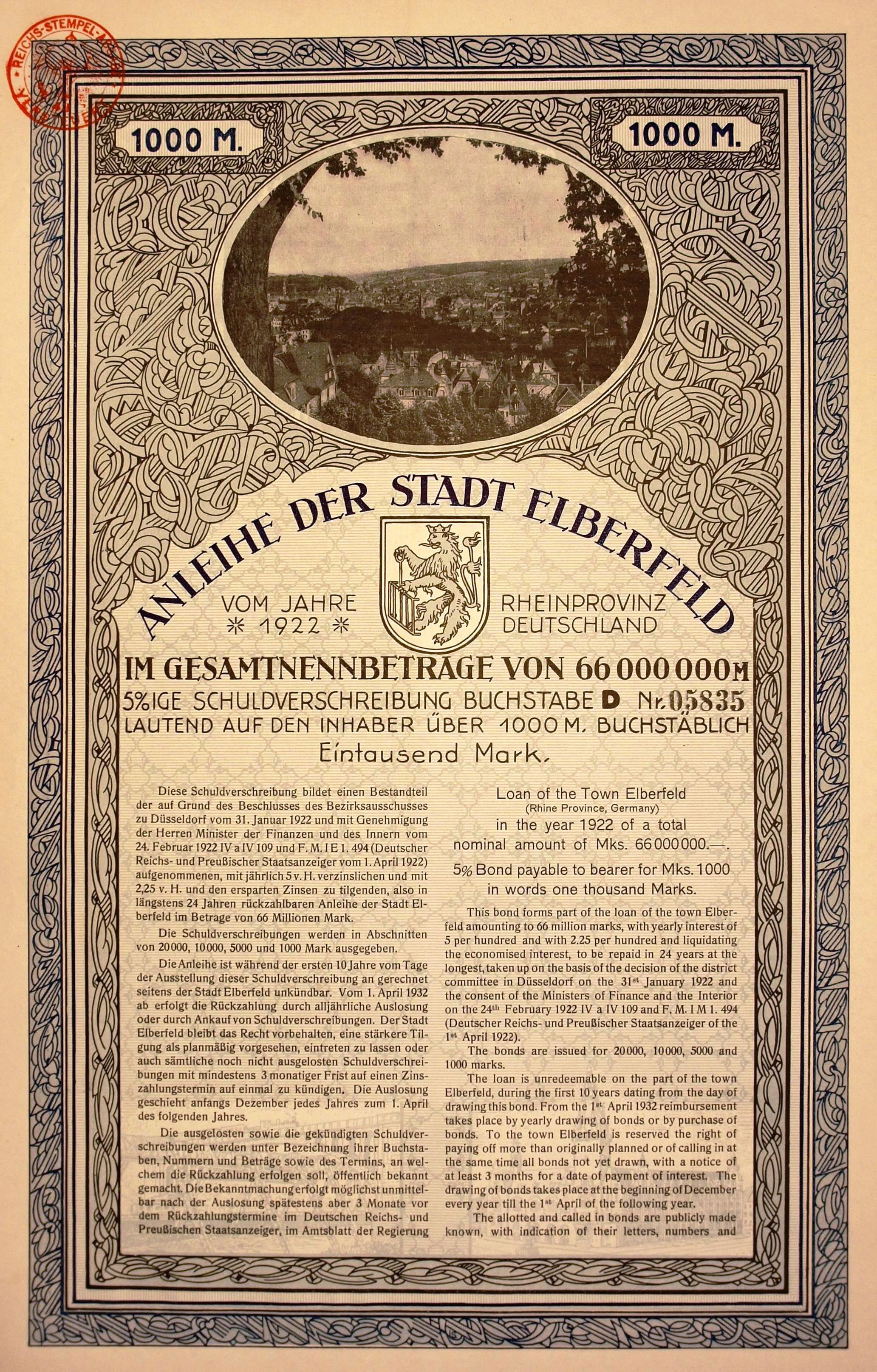
En Elberfeld obligation på 1000 mark från 1922.
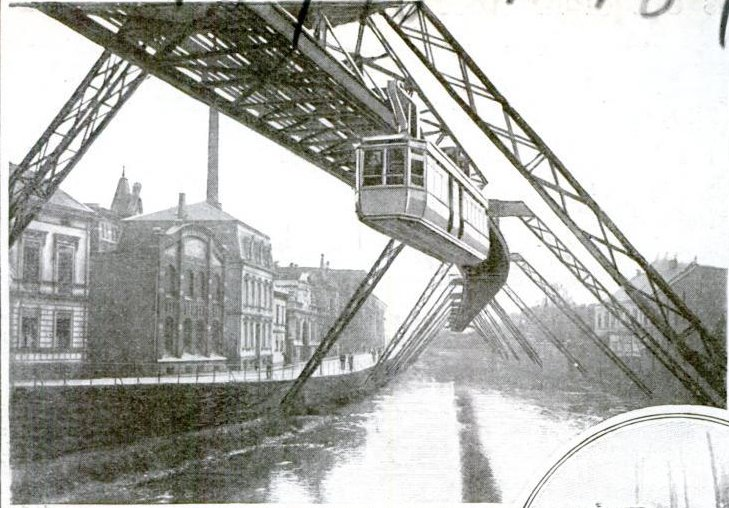
Hängbana byggdes över kanalen för att hålla gatorna framkomligare ca 1921.